# Пантано (Потенца)
Пантано (итал. Pantano) је насеље у Италији у округу Потенца, региону Базиликата.
Према процени из 2011. у насељу је живело 334 становника. Насеље се налази на надморској висини од 632 м.